# Love Yourself: Tear
Love Yourself 轉 "Tear" (stilizat ca LOVE YOURSELF 轉 'Tear' ) este cel de-al treilea album coreean de studiouri (al șaselea general) al bordului sud-coreean BTS. Albumul a fost lansat pe 18 mai 2018 de Big Hit Entertainment. Este disponibil în patru versiuni și conține unsprezece piese, cu "Fake Love" ca single. 
Albumul conceptual explorează teme legate de durerile și necazurile de separare.  Pe 27 mai 2018, albumul a debutat la numărul unu pe US Billboard 200, câștigând 135.000 de unități echivalentă albumului, devenind cel mai mare album al BTS pe o piață occidentală, precum și primul album coreean, cel mai mare album al unui act din Asia. 